# Stenonchulus troglodytes
Stenonchulus troglodytes is een rondwormensoort uit de familie van de Onchulidae.